# بوغدان كاريوكين
بوغدان كاريوكين (بالروسية: Карюкин, Богдан Владимирович)‏ (20 أغسطس 1985 ببارناول في روسيا - ) هو لاعب كرة قدم روسي في مركز حراسة المرمى. لعب مع دينامو بارنول ونادي كوبان كراسنودار وFC Kuzbass Kemerovo ‏ وميتالورج كوزباس نوفوكوزنتسك وFC Shakhtyor Prokopyevsk ‏.